# Oy-Mittelberg
Oy-Mittelberg település Németországban, azon belül Bajorországban. Lakosainak száma 4620 fő (2023. december 31.).

## Népesség
A település népessége az elmúlt években az alábbi módon változott:
| Lakosok száma | 1876 | 3365 | 2692 | 3516 | 4379 | 4436 | 4562 | 4647 | 4628 | 4620 |
|               | 1875 | 1950 | 1975 | 1987 | 2012 | 2014 | 2016 | 2017 | 2021 | 2023 |